# دراکولاموریان
دراکولاموریان یک زیرتیره مورچه‌ها در گروه زیرتیره‌های پونومورف است که شامل ۱۳ سردهٔ موجود و یک سردهٔ منقرض شده‌است. مورچه‌های این زیرتیره عموماً شکارچیان زیرزمینی هستند. کارگران بالغ لاروهای خود را سوراخ می‌کنند تا همولنف را بنوشند که این امر نام رایج مورچه دراکولا را برای آنها به ارمغان می‌آورد.